# Chotovice (Pardubice)
Chotovice è un comune della Repubblica Ceca facente parte del distretto di Svitavy, nella regione di Pardubice.